# Fredrik von Otter
Barón Fredrik Wilhelm von Otter (Västergötland, estado de Fimmersta, 11 de abril de 1833 - † 9 de marzo de 1910), político sueco, almirante de marina, primer ministro de su país entre el 12 de septiembre de 1900 y el 5 de julio de 1902.
Perteneciente a una familia rica y aristocrática, entró en la Marina Real Sueca como lugarteniente segundo a los 17 años, pero permaneció sin ser promovido por largo tiempo. Mientras tanto, sirvió en la Marina Real británica entre 1857 y 1861, participando en campañas contra piratas en el Mar de la China Meridional, y tomó parte en una de las expediciones al Polo Norte de Adolf Erik Nordenskiöld en 1868, como comandante del buque Sofia. Fue promovido como comandante y nombrado ayuda de campo del príncipe heredero Oscar, Duque de Östergötland, en 1872, y permaneció en dicho cargo tras el ascenso del príncipe al trono como Óscar II en 1873.
En 1874 fue promovido a capitán y nombrado ministro de Marina en el gabinete, sucediendo al mayor general barón Abraham Leijonhufvud. Se mantuvo en este cargo hasta la renuncia del gabinete De Geer en 1880, tras la cual fue designado director del astillero naval en Karlskrona. Fue ascendido a comodoro en 1884, a vicealmirante en 1892 y a almirante en 1900. También representó a la provincia de Blekinge en la primera cámara del Parlamento entre 1891 y 1899, y de Karlskrona en la segunda cámara en 1900-1902.
Amigo personal del rey, tras la renuncia de Erik Gustaf Boström en 1900, se le ofreció el cargo de primer ministro por el rey, y formó un gabinete que permanecería por dos años en sus funciones. Como primer ministro fue responsable de obtener la aprobación de la remodelación del sistema militar y la abolición final del sistema de parcelas introducido por Carlos XI más de 200 años atrás. En conexión con la nueva organización militar, se introdujo un sistema de impuestos progresivos. Tras el final de dicha sesión parlamentaria, en julio de 1902, renunció y fue sucedido por su predecesor Boström. Pasó sus últimos años administrando su establecimiento familiar, Trantorp, a las afueras de Karlskrona.
Se casó con Matilda Dahlström y tuvo siete hijos. Uno de sus nietos, el Barón Göran von Otter es el padre de la mezzosoprano Anne Sofie von Otter y la escritora Birgitta von Otter.
| Predecesor: Erik Gustaf Boström | Primer ministro de Suecia 1900 – 1902 | Sucesor: Erik Gustaf Boström |

- Datos: Q52969
- Multimedia: Fredrik von Otter / Q52969